# Temporada 2015-2016 del FC Barcelona (femení)
La temporada 2015-16 és la 28a en la història del Futbol Club Barcelona, i la 19a temporada del club en la màxima categoria del futbol espanyol.

## Desenvolupament de la temporada
L'equip guanya la seva sisena Copa Catalunya contra l'Espanyol 5-0.
A la lliga queda en segona posició, a la Copa de la Reina es perd a la final i s'assoleixen els quarts de final de la Lliga de Campions per segon cop.

## Jugadores i cos tècnic

### Plantilla
La plantilla i el cos tècnic del primer equip per a l'actual temporada són els següents:
| N. | Pos. | Nac. | Jugador               |
| -- | ---- | --- | --------------------- |
| 1  | POR  | [[Fitxer:Flag of Catalonia.svg\|23x15px\|border \|alt=Catalunya\|link=Selecció de futbol de Catalunya\|{{#if:\|]]                                   | Laura Ràfols          |
| 2  | DEF  | [[Fitxer:Flag of the Basque Country.svg\|23x15px\|border \|alt=País Basc\|link=Selecció de futbol del País Basc\|{{#if:\|]]                         | Ane Bergara           |
| 3  | DEF  | [[Fitxer:Flag of the Valencian Community (2x3).svg\|23x15px\|border \|alt=País Valencià\|link=Selecció de futbol del País Valencià\|{{#if:\|]]      | Ruth García           |
| 4  | DEF  | [[Fitxer:Flag of Spain.svg\|23x15px\|border \|alt=Espanya\|link=Selecció de futbol d'Espanya\|{{#if:\|]]                                            | Marta Unzué           |
| 5  | DEF  | [[Fitxer:Flag of Spain.svg\|23x15px\|border \|alt=Espanya\|link=Selecció de futbol d'Espanya\|{{#if:\|]]                                            | Melanie Serrano       |
| 6  | DEF  | [[Fitxer:Flag of Catalonia.svg\|23x15px\|border \|alt=Catalunya\|link=Selecció de futbol de Catalunya\|{{#if:\|]]                                   | Esther Romero         |
| 7  | MIG  | [[Fitxer:Flag of the Valencian Community (2x3).svg\|23x15px\|border \|alt=País Valencià\|link=Selecció de futbol del País Valencià\|{{#if:\|]]      | Gemma Gili            |
| 8  | MIG  | [[Fitxer:Flag of Catalonia.svg\|23x15px\|border \|alt=Catalunya\|link=Selecció de futbol de Catalunya\|{{#if:\|]]                                   | Miriam Diéguez de Oña |
| 9  | MIG  | [[Fitxer:Flag of the Balearic Islands.svg\|23x15px\|border \|alt=Illes Balears\|link=Selecció de futbol de les Illes Balears\|{{#if:\|]]            | Mariona Caldentey     |
| 10 | DAV  | [[Fitxer:Flag of the Community of Madrid.svg\|23x15px\|border \|alt=Comunitat de Madrid\|link=Selecció de futbol de Comunitat de Madrid\|{{#if:\|]] | Jennifer Hermoso      |
| 11 | DAV  | [[Fitxer:Flag of Catalonia.svg\|23x15px\|border \|alt=Catalunya\|link=Selecció de futbol de Catalunya\|{{#if:\|]]                                   | Alexia Putellas       |
| 12 | MIG  | [[Fitxer:Flag of the Balearic Islands.svg\|23x15px\|border \|alt=Illes Balears\|link=Selecció de futbol de les Illes Balears\|{{#if:\|]]            | Patricia Guijarro     |

| N. | Pos. | Nac. | Jugador               |
| -- | ---- | --- | --------------------- |
| 13 | POR  | [[Fitxer:Flag of the Valencian Community (2x3).svg\|23x15px\|border \|alt=País Valencià\|link=Selecció de futbol del País Valencià\|{{#if:\|]] | Sandra Paños          |
| 14 | MIG  | [[Fitxer:Flag of Catalonia.svg\|23x15px\|border \|alt=Catalunya\|link=Selecció de futbol de Catalunya\|{{#if:\|]]                              | Cristina Baudet       |
| 15 | MIG  | [[Fitxer:Flag of Spain.svg\|23x15px\|border \|alt=Espanya\|link=Selecció de futbol d'Espanya\|{{#if:\|]]                                       | Sandra Hernández      |
| 16 | MIG  | [[Fitxer:Flag of Catalonia.svg\|23x15px\|border \|alt=Catalunya\|link=Selecció de futbol de Catalunya\|{{#if:\|]]                              | Pilar Garrote         |
| 17 | DEF  | [[Fitxer:Flag of Catalonia.svg\|23x15px\|border \|alt=Catalunya\|link=Selecció de futbol de Catalunya\|{{#if:\|]]                              | Núria Garrote         |
| 18 | MIG  | [[Fitxer:Flag of Catalonia.svg\|23x15px\|border \|alt=Catalunya\|link=Selecció de futbol de Catalunya\|{{#if:\|]]                              | Marta Torrejón        |
| 19 | DAV  | [[Fitxer:Flag of Spain.svg\|23x15px\|border \|alt=Espanya\|link=Selecció de futbol d'Espanya\|{{#if:\|]]                                       | Andrea Sánchez Falcón |
| 20 | DAV  | [[Fitxer:Flag of Catalonia.svg\|23x15px\|border \|alt=Catalunya\|link=Selecció de futbol de Catalunya\|{{#if:\|]]                              | Olga García           |
| 21 | DAV  | [[Fitxer:Flag of Spain.svg\|23x15px\|border \|alt=Espanya\|link=Selecció de futbol d'Espanya\|{{#if:\|]]                                       | Bárbara Latorre       |
| 22 | DAV  | [[Fitxer:Flag of Portugal.svg\|23x15px\|border \|alt=Portugal\|link=Selecció de futbol de Portugal\|{{#if:\|]]                                 | Andreia Norton        |
| 23 | DEF  | [[Fitxer:Flag of the Basque Country.svg\|23x15px\|border \|alt=País Basc\|link=Selecció de futbol del País Basc\|{{#if:\|]]                    | Leire Landa           |
| 24 | MIG  | [[Fitxer:Flag of Spain.svg\|23x15px\|border \|alt=Espanya\|link=Selecció de futbol d'Espanya\|{{#if:\|]]                                       | Irene del Río         |

#### Altes
Ane Bergara, Patricia Guijarro, Sandra Paños, Olga García, Bárbara Latorre, Andreia Norton i Irene del Río.

#### Baixes
Virginia Torrecilla, Vicky Losada, Sonia Bermúdez, Marta Corredera, Chelsea Ashurst, Ana María Romero.

### Cos tècnic 2015-16
- Entrenador:  Xavi Llorens

## Partits
Victòria       Empat       Derrota

### Copa Catalunya
| 28 d'agost de 2015 | FC Barcelona | 8-0   | FC Sant Pere Pescador (femení) | Vilassar de Mar, Catalunya                                             |  |
| Semifinals         | 1-0 Bàrbara Latorre 8’, 2-0 Patri Guijarro 12’, 3-0 Olga Garcia 31’, 4-0 Sandra Hernández 48’, 5-0 Gemma Gili 50’, 6-0 Patri Guijarro 61’, 7-0 Sandra Hernández 68’, 8-0 Bàrbara Latorre 84’ | [ 4 ] |                                | Camp Municipal Xevi Ramon, Catalunya · Cecília Muñoz de Giovanbattis · |  |

| 30 d'agost de 2015 | FC Barcelona                            | 2-0   | Reial Club Deportiu Espanyol de Barcelona | Vilassar de Mar, Catalunya                                     |  |
| Final              | 1-0 Ruth Garcia 56’, 2-0 Gemma Gili 81’ | [ 5 ] |                                           | Camp Municipal Xevi Ramon, Catalunya · Ainara Acevedo Dudley · |  |

### Lliga
| 6 de setembre de 2015 | UD Granadilla    | 1-3   | FC Barcelona                                        | Granadilla de Abona, Illes Canàries         |  |
| Jornada 1             | 1-1 Sara Tui 40' | [ 6 ] | 0-1 Jenni 4', 1-2 Patri Guijarro 62', 1-3 Jenni 81' | La Palmera, Illes Canàries · López Benito · |  |

| 13 de setembre de 2015 | FC Barcelona | 7-1   | Llevant Unió Esportiva (femení) | Sant Joan Despí, Catalunya                               |  |
| Jornada 2              | 1-1 Jenni 18', 2-1 Jenni 43', 3-1 Torrejón 45', 4-1 Jenni 60', 5-1 Irene del Río 70', 6-1 Bárbara 74', 7-1 Sandra 76' | [ 7 ] | 0-1 Charlyn 9'                  | Ciutat Esportiva Joan Gamper, Catalunya · Martín Varas · |  |

| 27 de setembre de 2015 | Athletic Club de Bilbao (femení) | 1-1   | FC Barcelona       | Lezama, País Basc                                      |  |
| Jornada 3              | 1-1 Gimbert 56'                  | [ 8 ] | 0-1 Ane Bergara 7' | Instal·lacions de Lezama, País Basc · Pardo Saavedra · |  |

| 4 d'octubre de 2015 | FC Barcelona                            | 2-0   | València Fèmines Club de Futbol | Sant Joan Despí, Catalunya                                 |  |
| Jornada 4           | 1-0 Bárbara 48', 2-0 Patri Guijarro 51' | [ 9 ] |                                 | Ciutat Esportiva Joan Gamper, Catalunya · Ávalos Barrera · |  |

| 11 d'octubre de 2015 | FC Barcelona                                                                                         | 6-0    | Zaragoza Club de Fútbol Femenino | Sant Joan Despí, Catalunya                |  |
| Jornada 5            | 1-0 Olga García 4', 2-0 Jenni 22', 3-0 Clara 25' (pp.), 4-0 Ruth 34', 5-0 Jenni 42', 6-0 Bárbara 69' | [ 10 ] |                                  | Ciutat Esportiva Joan Gamper, Catalunya · |  |

| 18 d'octubre de 2015 | Rayo Vallecano (femení) | 1-2    | FC Barcelona                     | Majadahonda, Comunitat de Madrid                                 |  |
| Jornada 6            | 1-2 Szymanowski 56'     | [ 11 ] | 0-1 Míriam 29', 0-2 Torrejón 47' | Ciudad Deportiva Fundación Rayo Vallecano, Comunitat de Madrid · |  |

| 1 de novembre de 2015 | FC Barcelona           | 1-1    | Sporting Huelva | Sant Joan Despí, Catalunya                                   |  |
| Jornada 7             | 1-0 Patri Guijarro 49' | [ 12 ] | 1-1 Napoli 89'  | Ciutat Esportiva Joan Gamper, Catalunya · Ferrero Mansilla · |  |

| 8 de novembre de 2015 | Fundación Albacete | 0-10   | FC Barcelona | Albacete, Castella - la Manxa                          |  |
| Jornada 8             |                    | [ 13 ] | 0-1 Alexia 11', 0-2 Alexia 32', 0-3 Olga García 35', 0-4 Alexia 52', 0-5 Alexia 62', 0-6 Bárbara 76', 0-7 Baudet 77', 0-8 Jenni 81', 0-9 Bárbara 85', 0-10 Patri Guijarro 89' | Ciudad Deportiva Andrés Iniesta, Castella - la Manxa · |  |

| 15 de novembre de 2015 | FC Barcelona                   | 2-1    | UD Collerense | Sant Joan Despí, Catalunya                                 |  |
| Jornada 9              | 1-0 Bárbara 7', 2-1 Alexia 64' | [ 14 ] | 1-1 Gabi 46'  | Ciutat Esportiva Joan Gamper, Catalunya · Calle Martínez · |  |

| 21 de novembre de 2015 | RCD Espanyol (femení) | 0-0    | FC Barcelona | Sant Adrià del Besòs, Catalunya                             |  |
| Jornada 10             |                       | [ 15 ] |              | Ciutat Esportiva de Sant Adrià, Catalunya · Mancera Antón · |  |

| 6 de desembre de 2015 | FC Barcelona                                                                                     | 5-1    | Santa Teresa CD     | Sant Joan Despí, Catalunya                                    |  |
| Jornada 11            | 1-0 Paula López 37' (pp.), 2-0 Bárbara 49', 3-0 Jenni 57', 4-0 Menayo 75' (pp.), 5-0 Bárbara 85' | [ 16 ] | 5-1 Estefa 90' (p.) | Ciutat Esportiva Joan Gamper, Catalunya · Rodríguez Enrique · |  |

| 12 de desembre de 2015 | Reial Societat (femení) | 0-3    | FC Barcelona                                  | Zubieta, País Basc                                       |  |
| Jornada 12             |                         | [ 17 ] | 0-1 Jenni 13', 0-2 Bárbara 73', 0-3 Jenni 87' | Instal·lacions de Zubieta, País Basc · Mosqueira Antón · |  |

| 10 de gener de 2016 | FC Barcelona                        | 2-0    | Oiartzun KE | Sant Joan Despí, Catalunya                                     |  |
| Jornada 13          | 1-0 Alexia 22', 2-0 Ane Bergara 54' | [ 18 ] |             | Ciutat Esportiva Joan Gamper, Catalunya · Alejandro Carrillo · |  |

| 16 de gener de 2016 | Atlético de Madrid (femení) | 0-0    | FC Barcelona | Majadahonda, Comunitat de Madrid                                 |  |
| Jornada 14          |                             | [ 19 ] |              | Cerro del Espino, Comunitat de Madrid · Manuel Pérez Hernández · |  |

| 31 de gener de 2016 | FC Barcelona | 8-0    | Oviedo Moderno | Sant Joan Despí, Catalunya                             |  |
| Jornada 15          | 1-0 Iris 8' (pp.), 2-0 Jenni 41', 3-0 Ille 55', 4-0 Ille 58', 5-0 Alexia 66', 6-0 Olga García 68', 7-0 Alexia 70', 8-0 Alexia 86' | [ 20 ] |                | Ciutat Esportiva Joan Gamper, Catalunya · Alex Muñoz · |  |

| 7 de febrer de 2016 | FC Barcelona                                            | 3-0    | UD Granadilla | Sant Joan Despí, Catalunya                                 |  |
| Jornada 16          | 1-0 Alexia 11', 2-0 Ane Bergara 35', 3-0 Pili 44' (pp.) | [ 21 ] |               | Ciutat Esportiva Joan Gamper, Catalunya · Arnau Llompart · |  |

| 21 de febrer de 2016 | Llevant Unió Esportiva (femení) | 0-1    | FC Barcelona        | València, Comunitat Valenciana                    |  |
| Jornada 17           |                                 | [ 22 ] | 0-1 Olga García 13' | El Terrer, Comunitat Valenciana · Morales Yuste · |  |

| 28 de febrer de 2016 | FC Barcelona   | 1-1    | Athletic Club de Bilbao (femení) | Mini Estadi, Catalunya                   |  |
| Jornada 18           | 1-0 Míriam 22' | [ 23 ] | 1-1 Melanie Serrano 53' (pp.)    | Mini Estadi, Catalunya · Ávalos Martos · |  |

| 13 de març de 2016 | València Fèmines Club de Futbol | 1-2    | FC Barcelona                 | Paterna, Comunitat Valenciana                                 |  |
| Jornada 19         | 1-1 Carol 18'                   | [ 24 ] | 0-1 Alexia 16', 1-2 Ruth 23' | Estadi Antonio Puchades, Comunitat Valenciana · Bañó Solera · |  |

| 20 de març de 2016 | Zaragoza Club de Fútbol Femenino | 0-3    | FC Barcelona                                 | Saragossa, Aragó                          |  |
| Jornada 20         |                                  | [ 25 ] | 0-1 Jenni 26', 0-2 Ille 75', 0-3 Bárbara 78' | Pedro Sancho, Aragó · Almenara Martínez · |  |

| 27 de març de 2016 | FC Barcelona                                                      | 4-0    | Rayo Vallecano (femení) | Sant Joan Despí, Catalunya                                  |  |
| Jornada 21         | 1-0 Alexia 3', 2-0 Jenni 42' (p.), 3-0 Jenni 51', 4-0 Bárbara 78' | [ 26 ] |                         | Ciutat Esportiva Joan Gamper, Catalunya · Sauleda Torrent · |  |

| 3 d'abril de 2016 | Sporting Club de Huelva | 1-2    | FC Barcelona                       | Huelva, Andalusia                  |  |
| Jornada 22        | 1-0 Martín-Prieto 32'   | [ 27 ] | 1-1 Olga García 59', 1-2 Jenni 70' | La Orden, Andalusia · Gómez Abad · |  |

| 17 d'abril de 2016 | FC Barcelona                 | 2-0    | Fundación Albacete | Sant Joan Despí, Catalunya                                 |  |
| Jornada 23         | 1-0 Jenni 20', 2-0 Jenni 53' | [ 28 ] |                    | Ciutat Esportiva Joan Gamper, Catalunya · García Verdura · |  |

| 24 d'abril de 2016 | UD Collerense | 0-3    | FC Barcelona                                            | Palma, illes Balears                                                              |  |
| Jornada 24         |               | [ 29 ] | 0-1 Mariona 3', 0-2 Mariona 22', 0-3 Patri Guijarro 49' | Camp Municipal Coll d'en Rebassa, Ca'n Caimari, Illes Balears · Borreda Giménez · |  |

| 1 de maig de 2016 | FC Barcelona | 7-1    | Reial Club Deportiu Espanyol de Barcelona | Sant Joan Despí, Catalunya                                |  |
| Jornada 25        | 1-0 Olga García 32', 2-0 Olga García 35', 3-0 Jenni 39' (p.), 4-0 Jenni 58', 5-0 Jenni 64', 6-0 Sandra 67', 7-1 Alexia 73' | [ 30 ] | 6-1 Elba 70'                              | Ciutat Esportiva Joan Gamper, Catalunya · Medié Jiménez · |  |

| 14 de maig de 2016 | Santa Teresa Club Deportivo | 0-7    | FC Barcelona                                                                                             | Badajoz, Extremadura                        |  |
| Jornada 26         |                             | [ 31 ] | 0-1 Unzué 7', 0-2 Jenni 20', 0-3 Míriam 39', 0-4 Jenni 41', 0-5 Irene 74', 0-6 Gemma 86', 0-7 Alexia 88' | El Vivero, Extremadura · Santiago Quijada · |  |

| 25 de maig de 2016 | FC Barcelona   | 1-0    | Reial Societat (femení) | Sant Joan Despí, Catalunya                               |  |
| Jornada 27         | 1-0 Alexia 11' | [ 32 ] |                         | Ciutat Esportiva Joan Gamper, Catalunya · Alex Meneses · |  |

| 29 de maig de 2016 | Oiartzun KE | 0-5    | FC Barcelona                                                                              | Oiartzun, Espanya                        |  |
| Jornada 28         |             | [ 33 ] | 0-1 Míriam 18', 0-2 Torrejón 44', 0-3 Alexia 70', 0-4 Patri Guijarro 73', 0-5 Bárbara 78' | Karla Lekuona, País Basc · Gómez Luque · |  |

| 5 de juny de 2016 | FC Barcelona | 0-1    | Atlético de Madrid (femení) | Sant Joan Despí, Catalunya                |  |
| Jornada 29        |              | [ 34 ] | 0-1 Esther 36'              | Ciutat Esportiva Joan Gamper, Catalunya · |  |

| 12 de juny de 2016 | Oviedo Moderno | 0-5    | FC Barcelona                                                               | Oviedo, Astúries                            |  |
| Jornada 30         |                | [ 35 ] | 0-1 Alexia 2', 0-2 Alexia 30', 0-3 Jenni 41', 0-4 Irene 64', 0-5 Gemma 86' | Manuel Díaz Vega, Astúries · Álvarez Lana · |  |

### Lliga de Campiones
| 7 d'octubre de 2015 | BIIK Kazygurt | 1-1    | FC Barcelona         | Ximkent, Kazakhstan                                |  |
| 1/16 anada          | 1-1 Woods 82' | [ 36 ] | 0-1, Ruth García 57' | BIIK Stadium, Kazakhstan · Karolina Radzik-Johan · |  |

| 14 d'octubre de 2015 | FC Barcelona                                                     | 4-1    | BIIK Kazygurt   | Barcelona, Catalunya                        |  |
| 1/16 tornada         | 1-0 Hermoso 11', 2-0 Melanie 20', 3-0 Unzué 52', 4-0 Hermoso 65' | [ 37 ] | 4-1 Gabelia 90' | Mini Estadi, Catalunya · Sofia Karagiorgi · |  |

| 11 de novembre de 2015 | FC Twente (femení) | 0-1    | FC Barcelona        | Enschede, Països Baixos                              |  |
| 1/8 anada              |                    | [ 38 ] | 1-0 Olga García 76' | De Grolsch Veste, Països Baixos · Pernilla Larsson · |  |

| 18 de novembre de 2015 | FC Barcelona        | 1-0    | FC Twente (femení) | Barcelona, Catalunya                      |  |
| 1/8 tornada            | 1-0 Olga García 25' | [ 39 ] |                    | Mini Estadi, Catalunya · Esther Staubli · |  |

| 23 de març de 2016 | FC Barcelona | 0-0    | Paris Saint-Germain Football Club Féminines | Barcelona, Catalunya                       |  |
| Semifinals anada   |              | [ 40 ] |                                             | Mini Estadi, Catalunya · Katalin Kulcsár · |  |

| 30 de març de 2016 | Paris Saint-Germain Football Club Féminines | 1-0 | FC Barcelona | París, França                           |  |
| Semifinals tornada | 1-0 Cristiane 86'                           | ]   |              | Stade Charléty, França · Riem Hussein · |  |

### Copa de la Reina
| 18 de juny de 2016 | Reial Societat (femení) | 1-5    | FC Barcelona                                                                     | Las Rozas de Madrid                                     |  |
| 1/4 final          | 1-2 Nahikari 66'        | [ 42 ] | 0-1 Míriam 30', 0-2 Alexia 32', 1-3 Bárbara 75', 1-4 Bárbara 88', 1-5 Alexia 92' | Ciudad del Fútbol, Comunitat de Madrid · Miguel Gómez · |  |

| 24 de juny de 2016 | FC Barcelona                                          | 3-0    | Llevant Unió Esportiva (femení) | Las Rozas de Madrid                                            |  |
| Semifinals         | 1-0 Míriam 16', 2-0 Jenni 82', 3-0 Patri Guijarro 84' | [ 43 ] |                                 | Ciudad del Fútbol, Comunitat de Madrid · Marta Huerta de Aza · |  |

| 26 de juny de 2016 | FC Barcelona                      | 2-3    | Atlético de Madrid (femení)                   | Las Rozas de Madrid                                    |  |
| Final              | 1-3 Jenni 57' (p.), 2-3 Jenni 64' | [ 44 ] | 0-1 Sosa 5', 0-2 Meseguer 14', 0-3 Esther 29' | Ciudad del Fútbol, Comunitat de Madrid · Marta Frías · |  |